# Шилівка (Диканський район)
Шилівка — колишнє село в Україні.
Підпорядковувалося Андріївській сільській раді Диканського району Полтавської області. 
На Військово-топографічній карті  майбутня Шилівка - «хутір Зеленського». Село було розташоване за 2 км на північ від села Андріївка (на той час — Богинське, Богинщина Балясненської волості ). 
16 грудня 1986 року рішенням Полтавської обласної ради село зняте з обліку. Тож на карті 1987 року позначене як нежитлове.